# UFC 134
UFC 134: Silva vs. Okami  (conosciuto anche come UFC Rio) è stato un evento di arti marziali miste tenuto dalla Ultimate Fighting Championship il 27 agosto 2011 all'HSBC Arena a Rio de Janeiro, Brasile. L'evento fu il secondo tenuto dall'UFC in Brasile dopo UFC 17.5: Ultimate Brazil nel 1998.
In Italia la card principale è stata trasmessa in pay per view su Sky Sport alle ore 3:00 italiane.

## Retroscena
Royce Gracie, vincitore dei tornei UFC 1, 2 e 4, fu inizialmente collegato a questo evento ma queste anticipazioni furono smentite dal presidente dell'UFC Dana White.
Maiquel Falcão avrebbe dovuto affrontare Tom Lawlor a questo evento ma fu licenziato dalla federazione. Il match di Lawlor fu spostato a UFC 139, dove fu sconfitto da Chris Weidman.
Mackens Semerzier avrebbe dovuto affrontare Yuri Alcantara ma fu rimpiazzato dal debuttante Antonio Carvalho. Carvalho però patì un infortunio e fu costretto a rinunciare in favore di Felipe Arantes.
Alexandre Ferreira avrebbe dovuto combattere contro Rousimar Palhares ma Ferreira fu costretto a rinunciare a causa di un infortunio vendendo sostituito da Dan Miller.
Delle voci davano Raphael Assunção fronteggiare Darren Uyenoyama ma a causa di problemi contrattuali di Uyenoyama con la Shooto, il combattimento non fu mai stabilito. Assunção invece affrontò Johnny Eduardo.
Mike Swick avrebbe dovuto fare il suo ritorno contro il debuttante Erick Silva in questa card. Swick però dovette rinunciare allo scontro a causa di un infortunio al ginocchio venendo sostituito da Luis Ramos.

## Risultati

### Card preliminare
- Incontro categoria Pesi Gallo:  Yves Jabouin contro  Ian Loveland

Jabouin sconfisse Loveland per decisione divisa (27–30, 29–28, 29–28).
- Incontro categoria Pesi Piuma:  Yuri Alcantara contro  Felipe Arantes

Alcantara sconfisse Arantes per decisione unanime (30–27, 30–27, 29–28).
- Incontro categoria Pesi Welter:  Erick Silva contro  Luis Ramos

Silva sconfisse Ramos per KO Tecnico (pugni) a 0:40 del primo round.
- Incontro categoria Pesi Gallo:  Raphael Assunção contro  Johnny Eduardo

Assunção sconfisse Eduardo per decisione unanime (30–27, 30–27, 30–27).
- Incontro categoria Pesi Welter:  Paulo Thiago contro  David Mitchell

Thiago sconfisse Mitchell per decisione unanime (30–27, 30–27, 30–27).
- Incontro categoria Pesi Medi:  Rousimar Palhares contro  Dan Miller

Palhares sconfisse Miller per decisione unanime (29–27, 30–27, 30–25).
- Incontro categoria Pesi Leggeri:  Thiago Tavares contro  Spencer Fisher

Tavares sconfisse Fisher per KO Tecnico (pugni) a 2:51 del secondo round.

### Card principale
- Incontro categoria Pesi Mediomassimi:  Luiz Cané contro  Stanislav Nedkov

Nedkov sconfisse Cané per KO Tecnico (pugni) a 4:13 del primo round.
- Incontro categoria Pesi Massimi:  Antônio Rodrigo Nogueira contro  Brendan Schaub

Nogueira sconfisse Schaub per KO Tecnico (pugni) a 3:09 del primo round.
- Incontro categoria Pesi Leggeri:  Ross Pearson contro  Edson Barboza

Barboza sconfisse Pearson per decisione divisa (29–28, 28–29, 29–28).
- Incontro categoria Pesi Mediomassimi:  Mauricio Rua contro  Forrest Griffin

Rua sconfisse Griffin per KO (pugni) al 1:53 del primo round.
- Incontro per il titolo dei Pesi Medi:  Anderson Silva (c) contro  Yushin Okami

Silva sconfisse Okami per KO Tecnico (pugni) a 2:04 del secondo round mantenendo il titolo dei pesi medi.

## Premi
Ai vincitori sono stati assegnati 100.000$ per i seguenti premi:
- Fight of the Night:   Ross Pearson contro  Edson Barboza
- Knockout of the Night:   Antônio Rodrigo Nogueira
- Submission of the Night: non assegnato perché nessun match è terminato con una sottomissione